# 2022–2023-as UEFA Nemzetek Ligája (B liga)
A 2022–2023-as UEFA Nemzetek Ligájának B ligája az UEFA Nemzetek Ligája 2022–2023-as kiírásának második divíziója volt.

## Lebonyolítás
A B ligában a 2022–2023-as UEFA Nemzetek Ligája kiemelési rangsorának 17–32. helyezettjei vettek részt, négy csoportra osztva. A csoportokban a csapatok összesen hat mérkőzést játszottak, oda-visszavágós körmérkőzéses rendszerben mérkőztek meg egymással 2022 júniusában és szeptemberében. A csoportok győztesei feljutottak a 2024–2025-ös UEFA Nemzetek Ligájának A ligájába, a negyedik helyezett csapatok kiestek a 2024–2025-ös UEFA Nemzetek Ligájának C ligájába.

## Csapatok

### Változások
A 2020–2021-es kiírás utáni változások:
| Kiesett az A ligából                                  | Feljutott a C ligából                             |
| ----------------------------------------------------- | ------------------------------------------------- |
| - Bosznia-Hercegovina - Izland - Svédország - Ukrajna | - Albánia - Montenegró - Örményország - Szlovénia |

| Feljutott az A ligába                          | Kiesett a C ligába                                    |
| ---------------------------------------------- | ----------------------------------------------------- |
| - Ausztria - Csehország - Magyarország - Wales | - Bulgária - Észak-Írország - Szlovákia - Törökország |

### Kiemelés
A kiemelés a 2022–2023-as UEFA Nemzetek Ligája kiemelési rangsorának megfelelően a 2020–2021-es UEFA Nemzetek Ligája összesített rangsora alapján történt. A kiemelést 2021. szeptember 22-én tették közzé.
| Csapat              | Hely. |
| ------------------- | ----- |
| Ukrajna             | 17.   |
| Svédország          | 18.   |
| Bosznia-Hercegovina | 19.   |
| Izland              | 20.   |

| Csapat      | Hely. |
| ----------- | ----- |
| Finnország  | 21.   |
| Norvégia    | 22.   |
| Skócia      | 23.   |
| Oroszország | 24.   |

| Csapat   | Hely. |
| -------- | ----- |
| Románia  | 25.   |
| Izrael   | 26.   |
| Szerbia  | 27.   |
| Írország | 28.   |

| Csapat       | Hely. |
| ------------ | ----- |
| Szlovénia    | 29.   |
| Montenegró   | 30.   |
| Albánia      | 31.   |
| Örményország | 32.   |

A csoportok sorsolását 2021. december 16-án közép-európai idő szerint 18 órától tartották Nyonban. Mindegyik csoportba mindegyik kalapból egy csapat került. Mivel a mérkőzéseket júniusban és szeptemberben játsszák, ezért nem volt a téli helyszínekre vonatkozó korlátozás. Politikai okok miatt Oroszország és Ukrajna nem kerülhetett azonos csoportba. A földrajzi távolság és az ebből következő hosszú utazás miatt csoportonként legfeljebb egy párosítás lehetett a következőkből: Örményország és Izland, Izrael és Izland.

## Csoportok
Az időpontok közép-európai nyári idő (UTC+2) szerint értendők. Az ettől eltérő időzónában játszott mérkőzéseknél zárójelben szerepel a helyi idő is.

### 1. csoport
| Hely. | Csapat       | M | Gy | D | V | G+ | G– | Gk  | P  | Feljutás vagy kiesés  |     | Skócia | Ukrajna | Írország | Örményország |
| ----- | ------------ | - | -- | - | - | -- | -- | --- | -- | --------------------- | --- | ------ | ------- | -------- | ------------ |
| 1.    | Skócia       | 6 | 4  | 1 | 1 | 11 | 5  | +6  | 13 | Feljutott az A ligába |     | —      | 3–0     | 2–1      | 2–0          |
| 2.    | Ukrajna      | 6 | 3  | 2 | 1 | 10 | 4  | +6  | 11 |                       |     | 0–0    | —       | 1–1      | 3–0          |
| 3.    | Írország     | 6 | 2  | 1 | 3 | 8  | 7  | +1  | 7  |                       | 3–0 | 0–1    | —       | 3–2      |              |
| 4.    | Örményország | 6 | 1  | 0 | 5 | 4  | 17 | −13 | 3  | Kiesett a C ligába    |     | 1–4    | 0–5     | 1–0      | —            |

| 2022. június 4. 15:00 (17:00 UTC+4) |

| Örményország  | 1–0               | Írország |
| ------------- | ----------------- | -------- |
| Spertsyan 74' | (0–0) Jegyzőkönyv |          |

| Vazgen Sargsyan Republican Stadium, Jereván Játékvezető: Radu Petrescu (román) |

| 2022. június 8. 20:45 (19:45 UTC+1) |

| Skócia                  | 2–0               | Örményország |
| ----------------------- | ----------------- | ------------ |
| Ralston 28' McKenna 40' | (2–0) Jegyzőkönyv |              |

| Hampden Park, Glasgow Játékvezető: Sebastian Gishamer (osztrák) |

| 2022. június 8. 20:45 (19:45 UTC+1) |

| Írország | 0–1               | Ukrajna      |
| -------- | ----------------- | ------------ |
|          | (0–0) Jegyzőkönyv | Cihankov 49' |

| Aviva Stadion, Dublin Játékvezető: Filip Glova (szlovák) |

| 2022. június 11. 15:00 (16:00 UTC+3) |

| Ukrajna                                     | 3–0               | Örményország |
| ------------------------------------------- | ----------------- | ------------ |
| Malinovskyi 61' Karavajev 77' Mikolenko 84' | (0–0) Jegyzőkönyv |              |

| Stadion Miejski ŁKS, Łódź (Lengyelország) Játékvezető: Daniel Stefański (lengyel) |

| 2022. június 11. 18:00 (17:00 UTC+1) |

| Írország                           | 3–0               | Skócia |
| ---------------------------------- | ----------------- | ------ |
| Browne 20' Parrott 28' Obafemi 51' | (2–0) Jegyzőkönyv |        |

| Aviva Stadion, Dublin Játékvezető: Marco Di Bello (olasz) |

| 2022. június 14. 18:00 (20:00 UTC+4) |

| Örményország    | 1–4               | Skócia                                   |
| --------------- | ----------------- | ---------------------------------------- |
| Bichakhchyan 6' | (1–2) Jegyzőkönyv | Armstrong 14' 45+1' McGinn 50' Adams 54' |

| Vazgen Sargsyan Republican Stadium, Jereván Játékvezető: Nikola Dabanović (montenegrói) |

| 2022. június 14. 20:45 (21:45 UTC+3) |

| Ukrajna    | 1–1               | Írország    |
| ---------- | ----------------- | ----------- |
| Dovbik 47' | (0–1) Jegyzőkönyv | Collins 31' |

| Stadion Miejski ŁKS, Łódź (Lengyelország) Játékvezető: Ali Palabıyık (török) |

| 2022. szeptember 21. 20:45 (19:45 UTC+1) |

| Skócia                   | 3–0               | Ukrajna |
| ------------------------ | ----------------- | ------- |
| McGinn 70' Dykes 80' 87' | (0–0) Jegyzőkönyv |         |

| Hampden Park, Glasgow Játékvezető: Maurizio Mariani (olasz) |

| 2022. szeptember 24. 15:00 (17:00 UTC+4) |

| Örményország | 0–5               | Ukrajna                                             |
| ------------ | ----------------- | --------------------------------------------------- |
|              | (0–1) Jegyzőkönyv | Timcsik 22' Zubkov 55' Dovbik 69' 84' Ihnatenko 81' |

| Vazgen Sargsyan Republican Stadium, Jereván Játékvezető: João Pinheiro (portugál) |

| 2022. szeptember 24. 20:45 (19:45 UTC+1) |

| Skócia                             | 2–1               | Írország |
| ---------------------------------- | ----------------- | -------- |
| Hendry 49' Christie 82' (11-esből) | (0–1) Jegyzőkönyv | Egan 18' |

| Hampden Park, Glasgow Játékvezető: Sandro Schärer (svájci) |

| 2022. szeptember 27. 20:45 (19:45 UTC+1) |

| Írország                                    | 3–2               | Örményország              |
| ------------------------------------------- | ----------------- | ------------------------- |
| Egan 18' Obafemi 52' Brady 90+1' (11-esből) | (1–0) Jegyzőkönyv | Dashyan 71' Spertsyan 73' |

| Aviva Stadion, Dublin Játékvezető: Rade Obrenovič (szlovén) |

| 2022. szeptember 27. 20:45 (21:45 UTC+3) |

| Ukrajna | 0–0         | Skócia |
| ------- | ----------- | ------ |
|         | Jegyzőkönyv |        |

| Stadion Cracovii im. Józefa Piłsudskiego, Krakkó (Lengyelország) Játékvezető: Anasztásziosz Szidirópulosz (görög) |

### 2. csoport
| Hely. | Csapat      | M | Gy | D | V | G+ | G– | Gk | P | Feljutás vagy kiesés  |     | Izrael  | Izland  | Albánia | Oroszország |
| ----- | ----------- | - | -- | - | - | -- | -- | -- | - | --------------------- | --- | ------- | ------- | ------- | ----------- |
| 1.    | Izrael      | 4 | 2  | 2 | 0 | 8  | 6  | +2 | 8 | Feljutott az A ligába |     | —       | 2–2     | 2–1     | törölve     |
| 2.    | Izland      | 4 | 0  | 4 | 0 | 6  | 6  | 0  | 4 |                       |     | 2–2     | —       | 1–1     | törölve     |
| 3.    | Albánia     | 4 | 0  | 2 | 2 | 4  | 6  | −2 | 2 |                       | 1–2 | 1–1     | —       | törölve |             |
| 4.    | Oroszország | 0 | 0  | 0 | 0 | 0  | 0  | 0  | 0 | Kizárták              |     | törölve | törölve | törölve | —           |

1. ↑  2022. május 2-án az UEFA bejelentette, hogy Oroszországot kizárja.[5]

| 2022. június 2. 20:45 |

| Albánia | törölve     | Oroszország |
| ------- | ----------- | ----------- |
|         | Jegyzőkönyv |             |

|  |

| 2022. június 2. 20:45 (21:45 UTC+3) |

| Izrael                 | 2–2               | Izland                      |
| ---------------------- | ----------------- | --------------------------- |
| Abada 25' Weissman 84' | (1–1) Jegyzőkönyv | Helgason 42' Sigurðsson 53' |

| Sammy Ofer Stadion, Haifa Játékvezető: Andris Treimanis (lett) |

| 2022. június 6. 20:45 (18:45 UTC±0) |

| Izland           | 1–1               | Albánia    |
| ---------------- | ----------------- | ---------- |
| Þorsteinsson 49' | (0–1) Jegyzőkönyv | Seferi 30' |

| Laugardalsvöllur, Reykjavík Játékvezető: Craig Pawson (angol) |

| 2022. június 6. 20:45 (21:45 UTC+3) |

| Izrael | törölve     | Oroszország |
| ------ | ----------- | ----------- |
|        | Jegyzőkönyv |             |

|  |

| 2022. június 10. 20:45 |

| Albánia                | 1–2               | Izrael          |
| ---------------------- | ----------------- | --------------- |
| Broja 45+2' (11-esből) | (1–0) Jegyzőkönyv | Solomon 57' 73' |

| Arena Kombëtare, Tirana Játékvezető: Tiago Martins (portugál) |

| 2022. június 10. 20:45 (21:45 UTC+3) |

| Oroszország | törölve     | Izland |
| ----------- | ----------- | ------ |
|             | Jegyzőkönyv |        |

|  |

| 2022. június 13. 20:45 (18:45 UTC±0) |

| Izland                       | 2–2               | Izrael                            |
| ---------------------------- | ----------------- | --------------------------------- |
| Þorsteinsson 9' Helgason 60' | (1–1) Jegyzőkönyv | Grétarsson 35' (öngól) Peretz 65' |

| Laugardalsvöllur, Reykjavík Játékvezető: Duje Strukan (horvát) |

| 2022. június 13. 20:45 (21:45 UTC+3) |

| Oroszország | törölve     | Albánia |
| ----------- | ----------- | ------- |
|             | Jegyzőkönyv |         |

|  |

| 2022. szeptember 24. 15:00 (13:00 UTC±0) |

| Izland | törölve     | Oroszország |
| ------ | ----------- | ----------- |
|        | Jegyzőkönyv |             |

|  |

| 2022. szeptember 24. 20:45 (21:45 UTC+3) |

| Izrael                    | 2–1               | Albánia   |
| ------------------------- | ----------------- | --------- |
| Weissman 46' Baribo 90+2' | (0–0) Jegyzőkönyv | Uzuni 88' |

| Bloomfield Stadion, Tel-Aviv Játékvezető: Donatas Rumšas (litván) |

| 2022. szeptember 27. 20:45 |

| Albánia     | 1–1               | Izland         |
| ----------- | ----------------- | -------------- |
| Lenjani 35' | (1–0) Jegyzőkönyv | Anderson 90+7' |

| Arena Kombëtare, Tirana Játékvezető: Ricardo de Burgos Bengoetxea (spanyol) |

| 2022. szeptember 27. 20:45 (21:45 UTC+3) |

| Oroszország | törölve     | Izrael |
| ----------- | ----------- | ------ |
|             | Jegyzőkönyv |        |

|  |

### 3. csoport
| Hely. | Csapat              | M | Gy | D | V | G+ | G– | Gk | P  | Feljutás vagy kiesés  |     | Bosznia-Hercegovina | Finnország | Montenegró | Románia |
| ----- | ------------------- | - | -- | - | - | -- | -- | -- | -- | --------------------- | --- | ------------------- | ---------- | ---------- | ------- |
| 1.    | Bosznia-Hercegovina | 6 | 3  | 2 | 1 | 8  | 8  | 0  | 11 | Feljutott az A ligába |     | —                   | 3–2        | 1–0        | 1–0     |
| 2.    | Finnország          | 6 | 2  | 2 | 2 | 8  | 6  | +2 | 8  |                       |     | 1–1                 | —          | 2–0        | 1–1     |
| 3.    | Montenegró          | 6 | 2  | 1 | 3 | 6  | 6  | 0  | 7  |                       | 1–1 | 0–2                 | —          | 2–0        |         |
| 4.    | Románia             | 6 | 2  | 1 | 3 | 6  | 8  | −2 | 7  | Kiesett a C ligába    |     | 4–1                 | 1–0        | 0–3        | —       |

| 2022. június 4. 18:00 (19:00 UTC+3) |

| Finnország             | 1–1               | Bosznia-Hercegovina |
| ---------------------- | ----------------- | ------------------- |
| Pukki 45+1' (11-esből) | (1–0) Jegyzőkönyv | Prevljak 90+3'      |

| Olimpiai Stadion, Helsinki Játékvezető: Nicholas Walsh (skót) |

| 2022. június 4. 20:45 |

| Montenegró              | 2–0               | Románia |
| ----------------------- | ----------------- | ------- |
| Mugoša 66' Vukčević 87' | (0–0) Jegyzőkönyv |         |

| Városi stadion, Podgorica Játékvezető: Andreas Ekberg (svéd) |

| 2022. június 7. 18:00 (19:00 UTC+3) |

| Finnország         | 2–0               | Montenegró |
| ------------------ | ----------------- | ---------- |
| Pohjanpalo 31' 38' | (2–0) Jegyzőkönyv |            |

| Olimpiai Stadion, Helsinki Játékvezető: Allard Lindhout (holland) |

| 2022. június 7. 20:45 |

| Bosznia-Hercegovina | 1–0               | Románia |
| ------------------- | ----------------- | ------- |
| Prevljak 68'        | (0–0) Jegyzőkönyv |         |

| Bilino Polje Stadium, Zenica Játékvezető: Sascha Stegemann (német) |

| 2022. június 11. 15:00 |

| Montenegró  | 1–1               | Bosznia-Hercegovina |
| ----------- | ----------------- | ------------------- |
| Marušić 77' | (0–0) Jegyzőkönyv | Menalo 62'          |

| Városi stadion, Podgorica Játékvezető: Daniele Orsato (olasz) |

| 2022. június 11. 20:45 (21:45 UTC+3) |

| Románia   | 1–0               | Finnország |
| --------- | ----------------- | ---------- |
| Bancu 30' | (1–0) Jegyzőkönyv |            |

| Stadionul Rapid-Giulești, Bukarest Játékvezető: Harald Lechner (osztrák) |

| 2022. június 14. 20:45 |

| Bosznia-Hercegovina                | 3–2               | Finnország            |
| ---------------------------------- | ----------------- | --------------------- |
| Pjanić 5' (11-esből) Džeko 29' 58' | (2–2) Jegyzőkönyv | Pukki 10' Källman 18' |

| Bilino Polje Stadium, Zenica Játékvezető: Georgi Kabakov (bolgár) |

| 2022. június 14. 20:45 (21:45 UTC+3) |

| Románia | 0–3               | Montenegró         |
| ------- | ----------------- | ------------------ |
|         | (0–1) Jegyzőkönyv | Mugoša 42' 56' 63' |

| Stadionul Rapid-Giulești, Bukarest Játékvezető: João Pinheiro (portugál) |

| 2022. szeptember 23. 20:45 |

| Bosznia-Hercegovina | 1–0               | Montenegró |
| ------------------- | ----------------- | ---------- |
| Demirović 45+1'     | (1–0) Jegyzőkönyv |            |

| Bilino Polje Stadium, Zenica Játékvezető: Szymon Marciniak (lengyel) |

| 2022. szeptember 23. 20:45 (21:45 UTC+3) |

| Finnország | 1–1               | Románia    |
| ---------- | ----------------- | ---------- |
| Pukki 12'  | (1–0) Jegyzőkönyv | Tănase 52' |

| Olimpiai Stadion, Helsinki Játékvezető: Carlos del Cerro Grande (spanyol) |

| 2022. szeptember 26. 20:45 |

| Montenegró | 0–2               | Finnország             |
| ---------- | ----------------- | ---------------------- |
|            | (0–0) Jegyzőkönyv | Antman 47' Källman 53' |

| Városi stadion, Podgorica Játékvezető: François Letexier (francia) |

| 2022. szeptember 26. 20:45 (21:45 UTC+3) |

| Románia                          | 4–1               | Bosznia-Hercegovina |
| -------------------------------- | ----------------- | ------------------- |
| Man 38' Pușcaș 73' 86' Rațiu 79' | (1–0) Jegyzőkönyv | Džeko 77'           |

| Stadionul Rapid-Giulești, Bukarest Játékvezető: Halil Umut Meler (török) |

### 4. csoport
| Hely. | Csapat     | M | Gy | D | V | G+ | G– | Gk | P  | Feljutás vagy kiesés  |     | Szerbia | Norvégia | Szlovénia | Svédország |
| ----- | ---------- | - | -- | - | - | -- | -- | -- | -- | --------------------- | --- | ------- | -------- | --------- | ---------- |
| 1.    | Szerbia    | 6 | 4  | 1 | 1 | 13 | 5  | +8 | 13 | Feljutott az A ligába |     | —       | 0–1      | 4–1       | 4–1        |
| 2.    | Norvégia   | 6 | 3  | 1 | 2 | 7  | 7  | 0  | 10 |                       |     | 0–2     | —        | 0–0       | 3–2        |
| 3.    | Szlovénia  | 6 | 1  | 3 | 2 | 6  | 10 | −4 | 6  |                       | 2–2 | 2–1     | —        | 0–2       |            |
| 4.    | Svédország | 6 | 1  | 1 | 4 | 7  | 11 | −4 | 4  | Kiesett a C ligába    |     | 0–1     | 1–2      | 1–1       | —          |

| 2022. június 2. 20:45 |

| Szerbia | 0–1               | Norvégia    |
| ------- | ----------------- | ----------- |
|         | (0–1) Jegyzőkönyv | Haaland 26' |

| Rajko Mitić Stadion, Belgrád Játékvezető: Paweł Raczkowski (lengyel) |

| 2022. június 2. 20:45 |

| Szlovénia | 0–2               | Svédország                             |
| --------- | ----------------- | -------------------------------------- |
|           | (0–1) Jegyzőkönyv | Forsberg 39' (11-esből) Kulusevski 88' |

| Stožice Stadion, Ljubljana Játékvezető: Ruddy Buquet (francia) |

| 2022. június 5. 20:45 |

| Szerbia                                                       | 4–1               | Szlovénia      |
| ------------------------------------------------------------- | ----------------- | -------------- |
| Mitrović 24' S. Milinković-Savić 56' Jović 85' Radonjić 90+2' | (1–1) Jegyzőkönyv | Stojanović 30' |

| Rajko Mitić Stadion, Belgrád Játékvezető: Jesús Gil Manzano (spanyol) |

| 2022. június 5. 20:45 |

| Svédország   | 1–2               | Norvégia                   |
| ------------ | ----------------- | -------------------------- |
| Elanga 90+2' | (0–1) Jegyzőkönyv | Haaland 20' (11-esből) 69' |

| Friends Arena, Solna Játékvezető: Anthony Taylor (angol) |

| 2022. június 9. 20:45 |

| Norvégia | 0–0         | Szlovénia |
| -------- | ----------- | --------- |
|          | Jegyzőkönyv |           |

| Ullevaal Stadion, Oslo Játékvezető: Fábio Veríssimo (portugál) |

| 2022. június 9. 20:45 |

| Svédország | 0–1               | Szerbia     |
| ---------- | ----------------- | ----------- |
|            | (0–1) Jegyzőkönyv | Jović 45+3' |

| Friends Arena, Solna Játékvezető: Lawrence Visser (belga) |

| 2022. június 12. 18:00 |

| Norvégia                               | 3–2               | Svédország                  |
| -------------------------------------- | ----------------- | --------------------------- |
| Haaland 10' 54' (11-esből) Sørloth 77' | (1–0) Jegyzőkönyv | Forsberg 62' Gyökeres 90+5' |

| Ullevaal Stadion, Oslo Játékvezető: Harm Osmers (német) |

| 2022. június 12. 20:45 |

| Szlovénia                  | 2–2               | Szerbia                     |
| -------------------------- | ----------------- | --------------------------- |
| Gnezda Čerin 48' Šeško 53' | (0–2) Jegyzőkönyv | Živković 8' A. Mitrović 35' |

| Stožice Stadion, Ljubljana Játékvezető: Maurizio Mariani (olasz) |

| 2022. szeptember 24. 18:00 |

| Szlovénia            | 2–1               | Norvégia    |
| -------------------- | ----------------- | ----------- |
| Šporar 69' Šeško 81' | (0–0) Jegyzőkönyv | Haaland 47' |

| Stožice Stadion, Ljubljana Játékvezető: Lawrence Visser (belga) |

| 2022. szeptember 24. 20:45 |

| Szerbia                             | 4–1               | Svédország   |
| ----------------------------------- | ----------------- | ------------ |
| A. Mitrović 18' 45+1' 48' Lukić 70' | (2–1) Jegyzőkönyv | Claesson 15' |

| Rajko Mitić Stadion, Belgrád Játékvezető: Georgi Kabakov (bolgár) |

| 2022. szeptember 27. 20:45 |

| Norvégia | 0–2               | Szerbia                      |
| -------- | ----------------- | ---------------------------- |
|          | (0–1) Jegyzőkönyv | Vlahović 42' A. Mitrović 54' |

| Ullevaal Stadion, Oslo Játékvezető: Antonio Mateu Lahoz (spanyol) |

| 2022. szeptember 27. 20:45 |

| Svédország   | 1–1               | Szlovénia |
| ------------ | ----------------- | --------- |
| Forsberg 42' | (1–1) Jegyzőkönyv | Šeško 28' |

| Friends Arena, Solna Játékvezető: Felix Zwayer (német) |

## Összesített rangsor
A B liga 16 csapata az UEFA Nemzetek Ligája 17–32. helyezéseit kapta, a következő szabályok alapján:
- A csoportok első helyezettjei a 17–20. helyezéseket kapták, a csoportban elért eredményeik alapján.
- A csoportok második helyezettjei a 21–24. helyezéseket kapták, a csoportban elért eredményeik alapján.
- A csoportok harmadik helyezettjei a 25–28. helyezéseket kapták, a csoportban elért eredményeik alapján.
- A csoportok negyedik helyezettjei a 29–32. helyezéseket kapták, a csoportban elért eredményeik alapján.

| Hely. | Cs | Csapat              | M | Gy | D | V | G+ | G– | Gk  | P |
| ----- | -- | ------------------- | - | -- | - | - | -- | -- | --- | - |
| 17.   | B2 | Izrael              | 4 | 2  | 2 | 0 | 8  | 6  | +2  | 8 |
| 18.   | B3 | Bosznia-Hercegovina | 4 | 2  | 2 | 0 | 6  | 4  | +2  | 8 |
| 19.   | B4 | Szerbia             | 4 | 2  | 1 | 1 | 8  | 4  | +4  | 7 |
| 20.   | B1 | Skócia              | 4 | 2  | 1 | 1 | 5  | 4  | +1  | 7 |
|       |    |                     |   |    |   |   |    |    |     |   |
| 21.   | B3 | Finnország          | 4 | 2  | 1 | 1 | 7  | 4  | +3  | 7 |
| 22.   | B1 | Ukrajna             | 4 | 1  | 2 | 1 | 2  | 4  | −2  | 5 |
| 23.   | B2 | Izland              | 4 | 0  | 4 | 0 | 6  | 6  | 0   | 4 |
| 24.   | B4 | Norvégia            | 4 | 1  | 1 | 2 | 2  | 4  | −2  | 4 |
|       |    |                     |   |    |   |   |    |    |     |   |
| 25.   | B4 | Szlovénia           | 4 | 1  | 2 | 1 | 5  | 7  | −2  | 5 |
| 26.   | B1 | Írország            | 4 | 1  | 1 | 2 | 5  | 4  | +1  | 4 |
| 27.   | B2 | Albánia             | 4 | 0  | 2 | 2 | 4  | 6  | −2  | 2 |
| 28.   | B3 | Montenegró          | 4 | 0  | 1 | 3 | 1  | 6  | −5  | 1 |
|       |    |                     |   |    |   |   |    |    |     |   |
| 29.   | B3 | Románia             | 6 | 2  | 1 | 3 | 6  | 8  | −2  | 7 |
| 30.   | B4 | Svédország          | 6 | 1  | 0 | 5 | 6  | 12 | −6  | 3 |
| 31.   | B1 | Örményország        | 6 | 1  | 0 | 5 | 4  | 17 | −13 | 3 |
| 32.   | B2 | Oroszország         | 0 | 0  | 0 | 0 | 0  | 0  | 0   | 0 |

## 2024-es Eb-pótselejtező
A B liga négy legjobb csapata, amely a selejtezőből nem jutott ki a 2024-es Európa-bajnokságra, részt vehetett a pótselejtezőn.
| Hely.  | Csapat              |
| ------ | ------------------- |
| 17. CS | Izrael              |
| 18. CS | Bosznia-Hercegovina |
| 19. CS | Szerbia             |
| 20. CS | Skócia              |
| 21.    | Finnország          |
| 22.    | Ukrajna             |
| 23.    | Izland              |
| 24.    | Norvégia            |
| 25.    | Szlovénia           |
| 26.    | Írország            |
| 27.    | Albánia             |
| 28.    | Montenegró          |
| 29.    | Románia             |
| 30.    | Svédország          |
| 31.    | Örményország        |
| 32.    | Oroszország         |

Jegyzetek
- CS Az A, B, C liga csoportgyőztese
- D A D liga legjobb csoportgyőztese
- Kijutott az Európa-bajnokságra
- A pótselejtezőbe jutott
- Rendezőként kijutott az Európa-bajnokságra
- Kizárták